# むさしのあつし
むさしの あつし （1965年8月11日 - ） は、日本の漫画家、デザイナー。神奈川県横浜市出身。本名は非公開。血液型はB型。

## 人物
武蔵野美術大学視覚伝達デザイン学科卒。コンピュータグラフィックスの勉強に励み、C言語やFORTRANを習得。しかし中学時代からの夢である漫画家を目指し、1989年に小学館新人コミック大賞・第17回藤子不二雄賞に入選、デビューを果たす。
1989年、『月刊コロコロコミック』（小学館）にて「のぶやマークII」でデビュー。1990年のコロコロコミック夏休み増刊号で『グルメ宇宙人 スパ＆ゲッティ』でギャグ漫画に初挑戦。
代表作はハドソンのコンピュータゲーム『ボンバーマン』シリーズを題材とした『スーパーボンバーマン』など。
漫画家として活躍の傍ら、女性デザイナーなおみのりと共に立ち上げたデザイン事務所、「デザインわとりえ」（社長はなお）でデザイナーとしても活動しているが「デザインわとりえ」HP上でも4コマ漫画を連載していたりと、デザイナーというよりやはり漫画家であると自身はそれを4コマのネタにしている。

## 作品リスト
- グルメ宇宙人 スパ＆ゲッティ（コロコロコミック1990年夏休み増刊号よみきり掲載）
- エスパークス（小学三年生 1993年連載）
- スーパーボンバーマン（月刊コロコロコミック、小学三年生1995年連載、小学六年生1996年よみきり掲載）
  - ハドソンから発売された『ボンバーマンランド』シリーズの一部作品[注 1]にも描き下ろしの4コマ漫画を提供している。
- おまかせ!ガメラくん（てれびくん連載）
- 光速!ピューセン（てれびくん 1997年連載）
- ビックリマン2000（小学一年生、小学二年生、小学三年生1999年連載）
- かいじゅうけいさつ パトゴン（てれびくん連載）
- 風来のシレン（コロコロコミック増刊号）
- おまかせ!! コスモスくん（小学二年生 2001年連載）
- ウルトラマンコスモスくん（小学三年生 2001年連載）
- ガシンガッターガイ（絵本・通販限定）
- 祝（ハピ☆ラキ）ビックリマン伝説（コロコロイチバン!連載）